# 湯加華人
湯加華人，在湯加的重要地位相對較近。2001年約有3000-4000名华人生活在湯加，佔湯加總人口的3％至4％。這一數字包括有湯加公民權的華人，比在1996年人口普查的大幅增加，當時只有55個華人居住在湯加。湯加的華人是湯加主要的少數民族，近年來受到種族主義暴力的重大影響。
上世紀九十年代，湯加政府有爭議地將湯加護照出售給中國大陸公民和香港居民，使他們能夠在湯加定居，並在南太平洋國家出現一個明顯的華人社區。1999年，湯加中國協會報告了四十多起騷擾華商的案件，其中包括多起襲擊事件，湯加當時的王儲图普托阿譴責他所謂的“種族動機和懦弱的年輕失業的暴力，但在2000年，Nukunuku的地方當局禁止該區所有的中國商店。
2001年，共有大約100宗湯加人侵害華人的案件報告，其中包括破壞華人擁有的商店，由於本地湯加人的失業率高企，這種暴力行為被認為是由於對華人店主的不滿而受到刺激。前首相圖普六世對暴力事件的答覆，宣布600名中國居民不得更新工作簽證，必須離開該國。這個政策與前王陶法阿豪·圖普四世公開表示希望看到更多的中國移民定居在湯加背道而馳。
在2006年，湯加首都努庫阿洛法發生主要針對中國企業的騷亂，導致數百名華人離開。